# Helmut Winschermann

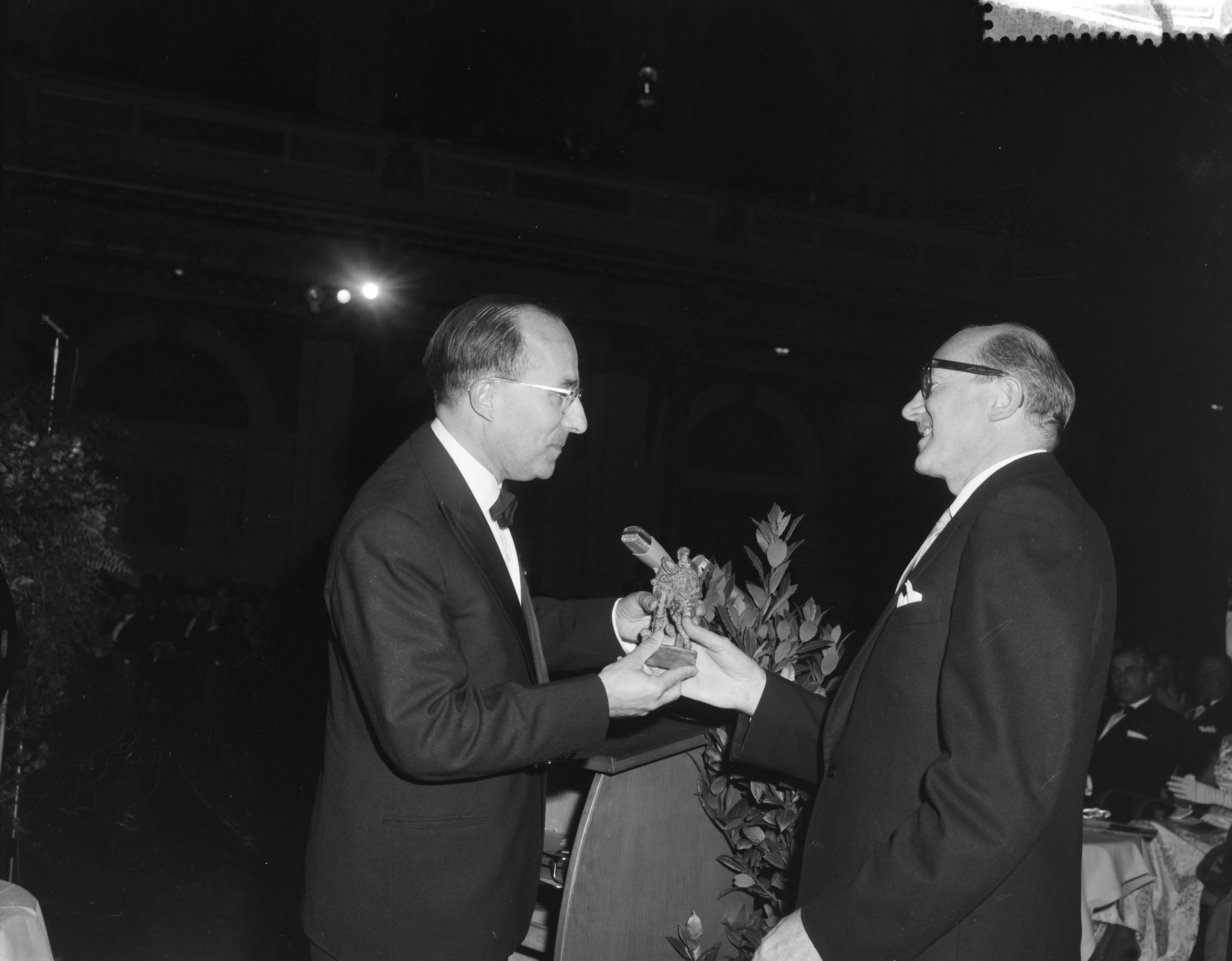

Helmut Winschermann est un hautboïste, chef d'orchestre et pédagogue allemand né le 22 mars 1920 à Mülheim an der Ruhr et mort le 4 mars 2021 à Bonn.

## Biographie
Helmut Winschermann naît le 22 mars 1920 à Mülheim.
Il étudie à Essen puis au Conservatoire de Paris avant de devenir hautboïste à l'Orchestre d'Oberhausen en 1939 puis hautbois solo de l'Orchestre symphonique de la radio de Francfort entre 1945 et 1951.
Winschermann commence à enseigner à l'Académie de musique de Detmold à compter de 1948, est assistant en 1951 puis professeur en 1956. Avec Kurt Redel et Konrad Lechner, il fonde le Collegium Pro Arte, qui devient en 1954 le Collegium instrumental de Detmold.
Comme interprète, il joue avec la Cappella Coloniensis, l'Orchestre de chambre de la Sarre et l'Orchestre de chambre de Stuttgart.
En 1960, Helmut Winschermann fonde les Deutsche Bachsolisten, orchestre de chambre d'interprétation historiquement informée dédié notamment à la musique de Jean-Sébastien Bach, ensemble avec lequel il se produit en Allemagne et à l'étranger,.
Il est le créateur en 1979 de La tomba di Igor Stravinsky de Giselher Klebe.
Winschermann meurt le 4 mars 2021 à Bonn,.